# تشارلز إدوارد برات
تشارلز إدوارد برات هو مهندس معماري كندي، ولد في 15 يوليو 1911 في بوسطن في الولايات المتحدة، وتوفي في 24 فبراير 1996 في فانكوفر في كندا.

## وصلات خارجية
- تشارلز إدوارد برات على موقع الاتحاد الدولي للتجديف (الإنجليزية)
- تشارلز إدوارد برات على موقع أوليمبيديا (الإنجليزية)